# Első triumvirátus
Az első triumvirátust utólag nevezték el így a történetírók a második triumvirátus mintájára, mivel utóbbival ellentétben ez sohasem volt hivatalos jellegű. Ez Caius Iulius Caesar, Cnaeus Pompeius Magnus és Marcus Licinius Crassus közös érdekszövetsége volt, amelyet konkrét, közvetlen célok elérése érdekében hoztak létre Kr. e. 60-ban, távlati monarchikus tervek nélkül. Kezdeti fő célja a sértett Pompeius intézkedéseinek a jóváhagyatása, Crassus befolyásának növelése és Caesar consullá választása volt, ám a senatus makacs ellenkezése miatt tartós szövetséggé kovácsolódott. A három férfi szövetsége Kr. e. 53-ig, Crassus haláláig állt fenn.

## Előzmények
Pompeius Sulla idején, igen fiatalon lépett fel a dictator és az optimaták oldalán. Ennek köszönhetően minden szabályt felrúgva emelkedett karrierje, hiszen ő volt az első, aki úgy kapott hadvezéri hatalmat, hogy előtte semmilyen más tisztséget nem töltött be. A Kr. e. 70-es években Hispania területén harcolt Quintus Sertorius ellen kis hatékonysággal. Kr. e. 71-ben szétvert egy lázadó rabszolgákból álló sereget Itáliában, amelyek Spartacus seregének maradványai voltak, akit már Crassus hamarabb megsemmisített, de Pompeius ki tudta használni ezt a jelentéktelen győzelmet úgy, hogy őt ünnepeljék Róma megmentőjének. Ezt követően Kr. e. 70-es consulsága idején népszerűsége növelése érdekében élen járt Sulla intézkedéseinek felszámolásában. A következő évtizedben mutatós sikereket ért el a kalózok elleni harcban és a Lucius Licinius Lucullus által már-már térdre kényszerített Pontosz és Armenia ellen. Amikor Kr. e. 62-ben hazatért, az előző évi Catilina-féle összeesküvés óta mindenkivel szemben bizalmatlan senatus megtagadta a veteránjai letelepítésére irányuló kérését, és még triumphusát is hosszas tusakodás után szavazta csak meg.
Crassus szintén Sulla oldalán harcolt annak idején, ám az ő csillaga csak a Spartacus-féle rabszolgafelkelés leverésével kezdett emelkedni. Crassus inkább gazdasági hatalmával és politikai befolyásával, mintsem népszerűségével tűnt ki. Kr. e. 70-ben Pompeius consultársa volt, és közösen bontották le, amit Sulla felépített, azonban kollégájával kibékíthetetlennek tűnő viszálykodásba kezdett. Feltehetően titokban támogatta Catilina senatus-ellenes mozgalmát.
A kezdettől fogva néppárti Caesar volt mindhármuk közül a legfiatalabb és legenergikusabb. Ekkor még pusztán a pontifex maximusi cím birtokosa volt, népszerűvé egyedül nagynénjének férje, Marius emlékének buzgó ápolása illetve Crassus által is támogatott, ám el nem fogadott Kr. e. 64-es földtörvényjavaslata tette. Feltehetően ő is támogatta Catilinát. Kr. e. 63. – Kr. e. 60. között Hispania Ulterior helytartójaként nagy vagyonra tett szert, hazatérve pedig javaslatot tett Pompeius és Crassus kibékítésére.

## A triumvirátus
Kr. e. 60-ban sikeresen Caesar kibékítette Crassus-t és Pompeius-t, majd a három politikus ekkor titokban megállapodott, hogy korábbi érdekellentéteiket félretéve összehangolják működésüket, és minden fontos kérdésben szem előtt tartják egymás érdekeit. Pompeius és Caesar még családi kapcsolattal is megpecsételte az egyezséget, amikor Pompeius Caesar veje lett (ld. Iulia Caesaris), politikustársa pedig Lucius Calpurnius Piso Caesonius lányát vette feleségül. Caesar vállalta, hogy consullá választása esetén Pompeius követeléseit teljesíti. A következő évben elérték Caesar consullá választását, ő pedig valóban betartotta ígéreteit: a Kr. e. 59-es évben a pompeianus veteránok közbelépésének köszönhetően gyakorlatilag egymaga irányította az államügyeket. Letelepítette Pompeius veteránjait, legalizálta annak keleti intézkedéseit, Crassus és lovagrendi támogatói érdekében pedig leszállította a provinciális adóbérlet összegét.
Két társa ezt követően támogatta Caesar öt évre szóló imperiumának megadását Illyricum és Gallia Cisalpina, majd a helytartó halála után Gallia Narbonensis tartományban. A proconsul ezt követően megindította a galliai háborút, ami hihetetlenül megnövelte népszerűségét a plebs és a katonái körében. Ezt persze elsősorban Pompeius vette igen rossz néven, és ekkor közeledni kezdett a Caesar hatalmának növekedésétől rettegő senatushoz. Caesar minderről értesült, ezért megpróbálta megújítani a szövetséget. Kr. e. 56-ban került sor az ún. lucai találkozóra, amin a senatus tekintélyes része is részt vett. Az itt kötött megállapodás értelmében Crassus és Pompeius Kr. e. 55-ben is consul lehetett, majd 5-5 évre imperiumot kaptak (Pompeius Hispania, Crassus Syria területére), és Caesar felhatalmazását is meghosszabbították.
Caesar ezután töretlenül aratta a babérokat a gallok ellen, Crassus pedig úgy ítélte meg – helyesen –, hogy helyzete a másik két triumviréhez képest meglehetősen gyenge. A hadsereg és a nép Caesar, a politikai elit pedig Pompeius mögött sorakozott fel. Ő úgy döntött, hogy egy Parthus Birodalom elleni hadjárattal szerzi meg a szükséges népszerűséget és támogatást, ezért még a consuli év lejárta előtt keletre utazott. Számítása talán be is vált volna, azonban a Kr. e. 54-ben sikeresen induló hadjárat Kr. e. 53-ban hatalmas vereséggel zárult Carrhaenál. A visszavonuló Crassust végül a parthusok tőrbe csalták és megölték. Ezzel felbomlott az első triumvirátus.

## Lásd még
- Római Köztársaság
- Római polgárháborúk